# IC 974
IC 974 ist ein Stern im Sternbild Virgo auf der Ekliptik. Das Objekt wurde am 21. Mai 1890 vom französischen Astronomen Guillaume Bigourdan entdeckt und wurde wahrscheinlich irrtümlich für eine Galaxie gehalten.